# Steve Antin
Steven Howard Antin (Queens, Nova Iorque, 19 de abril de 1958) é um ator, dublê, produtor e diretor de cinema. Ele é mais conhecido por sua atuação em The Last American Virgin (1982) e The Goonies (1985).Como diretor, trabalhou ainda em Burlesque (2010), estrelado por Cher e Christina Aguilera.